# Peucedanum japonicum
Смовдь японська (Peucedanum japonicum), також відома як прибережний свинячий фенхель  - вид рослин роду смовдь (Peucedanum).

## Опис
P. japonicum має суцвіття-зонтик 30–100 см. Стебло часто згинається. Листочки широкі яйцеподібно-трикутні, 35 х 25 см.
Цвіте з червня по липень, а плодоносить із серпня по вересень.

## Середовище існування
Рослина зростає в прибережних районах та на морських берегах.

## Поширення
P. japonicum можна зустріти в китайських провінціях Фуцзянь, Гонконг, Цзянсу, Шаньдун, Тайвань і Чжецзян, Японії, Кореї та Філіппінах.

## Використання

### Корея
У Кореї рослину називають bangpung (방풍 ) або bangpungnamul ( 방풍나물 ),  gaetgireumnamul ( 갯기름나물 ). У корейській кухні листя вживають у свіжому вигляді як овоч-ссам для хе або маринують у соєвому соусі та оцті для приготування джангаджі. Його можна використовувати як основний інгредієнт страви намуль, або додавати як зелень до страв із крохмального желе (мук), оладок та млинців, супів з локшиною та тіста, смаженої скляної локшини (чапчхе), рису чи навіть корейської лазаньї.

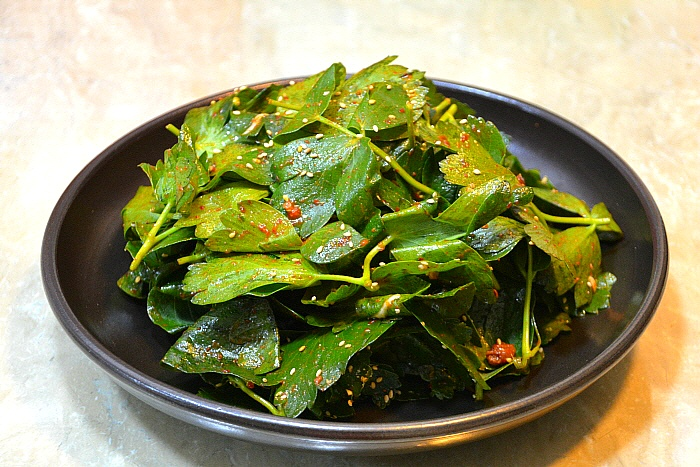
Бангпунгнамуль- намуль (приправлене листя)
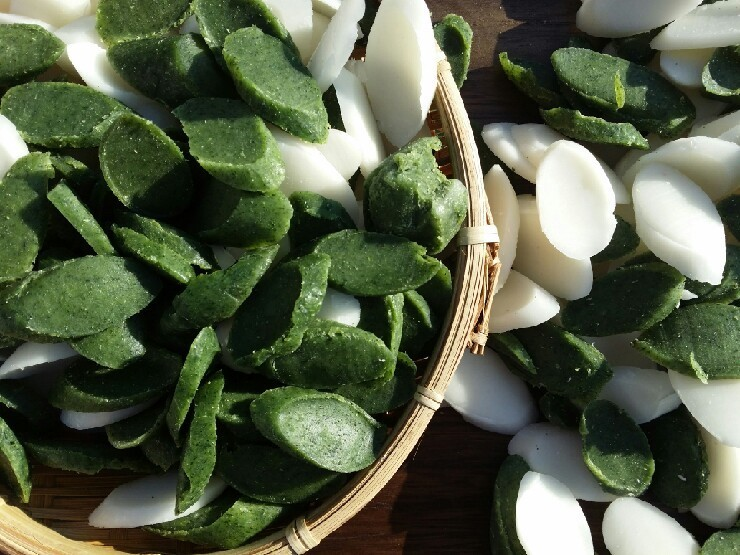
Рисові коржі з Peucedanum japonicum для ттоккука (суп)

### Японія
В Японії peucedanum japonicum відома як трава довголіття, що має лікувальні властивості. Подається в традиційних японських стравах під час ширайої, церемонії називання новонароджених, та яхнуйой, святкування кінця будівництва нового будинку. Компанія Shiseido продає P. japonicum як здорову їжу, Shiseido Longevity Herb, у формі таблеток, порошку та напою. У давнину листя та коріння P. japonicum використовувались як ліки для хворих на ангіну на островах Рюкю.

### Китай
Люди, які страждають від жару, не повинні приймати його, оскільки це викликає божевілля і вони бачитимуть духів. — Тао Хунцзін (456-536 рр. н. е.) - даоський посередник Маошаня і послідовник Ґе Хуна — написано в 510 р. н. е.
На відміну від корейської традиції вживати рослину в їжу, в Китаї її вважали такою, що може спричинити марення: